# Кориліс бісмарцький
Кори́ліс бісмарцький (Loriculus tener) — вид папугоподібних птахів родини Psittaculidae. Ендемік Папуа Нової Гвінеї. Раніше вважався підвидом золотолобого кориліса. однак був визнаний окремим видом.

## Опис
Довжина птаха становить 10 см. Забарвлення переважно зелене. На шиї яскраво-червона пляма. Дзьоб чорний, очі жовті. У самців нижня частина спини жовтувато-зелена, хвіст жовтий. У самиць щоки мають блакитнуватий відтінок. У молодих птахів плями на горлі відсутні, очі і дзьоб у них коричневі.

## Поширення і екологія
Бісмарцькі кориліси мешкають на островах Нова Британія і Нова Ірландія, а також на інших дрібних островах архіпелагу Бісмарка. Вони переважно живуть у вологих рівнинних тропічних лісах поблизу узбережжя. Зустрічаються на висоті до 200 м над рівнем моря. Уникають гірських тропічних лісів, хоча іноді трапляються на висоті до 500 м над рівнем моря.

## Поведінка
Бісмарцькі кориліси зустрічаються парами або зграйками по 4 птаха. Живляться плодами, квітками, бруньками, доповнюють свій раціон дрібними личинками. Гніздяться в дуплах. В кладці від 3 до 4 птахів.

## Збереження
МСОП класифікує стан збереження цього виду як близький до загрозливого. За оцінками дослідників. популяція бісмарцьких корилісів становить від 10 до 15 тисяч птахів. Їм загрожує знищення природного середовища.